# Ellbogenkachel

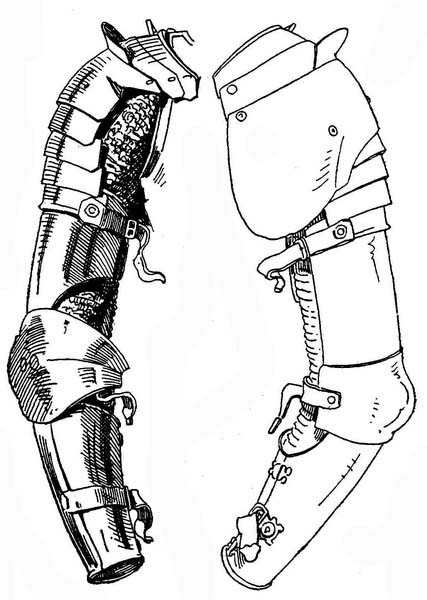
Armzeug mit halben Kacheln. Die Armbeuge ist ungeschützt. Vorder- und Rückseite

Die Ellbogenkachel, auch Armkachel, Muschel, Mäusel, Ellenbogenpanzer, ist ein Teil einer Plattenrüstung aus Europa.

## Beschreibung

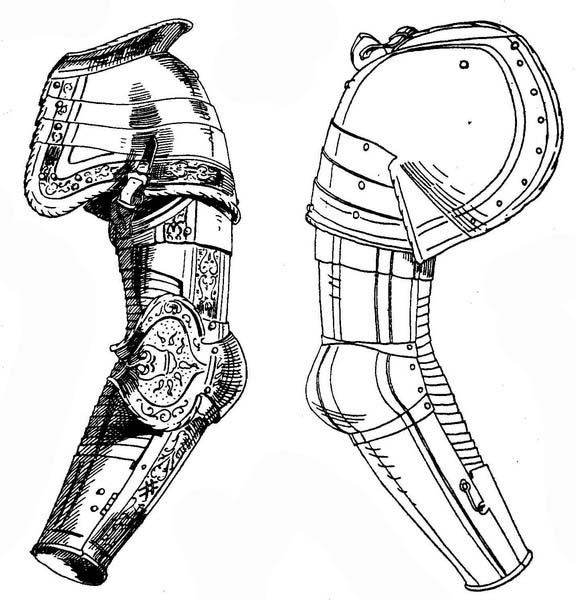
Armzeug mit ganzen Kacheln. Das Geschübe auf der Innenseite der Armbeuge ist gut zu erkennen. Vorder- und Rückseite

Die Ellbogenkachel besteht aus Stahl. Sie wurde entwickelt, um den Ellbogen und die Innenseite des Ellbogengelenks zu schützen. Die Entwicklung begann mit einfachen, flachen, auf der Außenseite leicht buckligen Platten (Mäusel, Cubiteres), die auf der Kettenrüstung und den nach außen liegenden Armschutzplatten befestigt wurden (etwa 1250). Diese Vorformen sind nicht mit dem späteren Armzeug zu verwechseln und waren nur ein primitiver Anfang um den Schutz der Arme zu sichern. Diese Exemplare des Armschutzes wurde in Frankreich als „Abant-“ oder als „Arrière-bras“ bezeichnet. Als die späteren, echten, miteinander verbundenen Armzeuge entwickelt wurden (etwa 1600) bekamen diese den französischen Begriff „Brassard“. 
Die ersten echten Armzeuge wurden im 14. Jahrhundert entwickelt. Etwa um 1350 entstanden die ersten Armröhren, die eine Verwendung der Ellbogenkacheln erst möglich machten. Das Bestreben, die am Beginn der Entwicklung offenen Ellbogenbeuge zu schützen führte zur Konstruktion einer muschelförmigen Platte, die zu Beginn am vorderen Ende breit gearbeitet war. Die Ober- und Unterarmpanzerung bestand aus Stahlschienen. Mit fortlaufender Entwicklung wurde diese Platte am vorderen Ende schmaler und verlief dann um den Arm herum, ohne an den Armpanzer anzuschließen und ohne dass die Einzelteile der Panzerung miteinander verbunden waren. Alle Einzelteile des Armpanzers wurden in einer langwierigen Reihenfolge angelegt. Da durch diese Entwicklung die Innenseite der Armbeuge immer noch zu wenig geschützt erschien, wurden die Unterarmröhren von den Plattnern mit einem Geschübe versehen, bei dem übereinandergleitende Platten auch die Innenseite schützten, ohne die Beweglichkeit der Arme einzuschränken.
Man unterscheidet nach der Bauweise zwei verschiedene Typen der Ellbogenkacheln:
- Halbe Kacheln: Bei diesen ist der Ellenbogen geschützt, jedoch die Armbeuge ungeschützt.

- Ganze Kacheln: Bei diesen ist der Ellbogen, genauso wie die Armbeuge komplett geschützt.

Die ersten ganzen Kacheln erscheinen vereinzelt schon um 1480 an Stechzeugen und hielten sich  an Turnierrüstungen im Gebrauch bis etwa in das 17. Jahrhundert, fanden aber im Allgemeinen keine Verbreitung. 
Etwa um 1420 kamen die Handwerker der Mailänder Werkstätten auf die Idee, die Einzelteile der Armpanzerung miteinander beweglich zu verbinden. Zuerst durch eine Verschnürung, später durch vernieten. Dies bewirkte eine bessere Panzerung sowie ein Vermeiden des komplizierten Anlegens. Das Verfahren der Plattenbefestigung untereinander bezog man auch später im 15. Jahrhundert auf die Beinzeuge was zur Entwicklung des berühmten "Mailänder Harnischs" führte. 

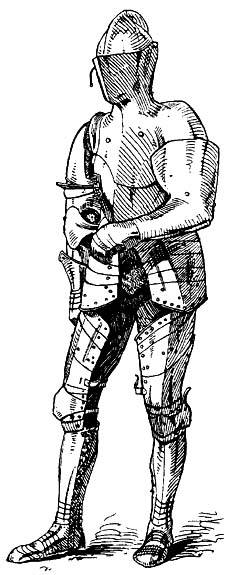
Turnierrüstung mit verstärktem linkem Armzeug, großen Ellbogenkacheln

 Gegen 1450  begannen die Plattner die Armkacheln zu riesigen Größen anzufertigen, um ihre Kunstfertigkeiten zu beweisen. Die Gestaltung in solchen Größen bestand bis etwa 1540. Die Kacheln wurden ab dem 16. Jahrhundert verstärkt gearbeitet, um an den Turnierrüstungen eingesetzt zu werden. Eine zweite, verstärkende Kachel (Doppel- oder Stechmäusel) (franz. Garde-Bras). wurde auf die bestehende Armkachel aufgeschraubt. Kleiner gestaltete Kacheln wurden mit Aufsatzteilen, die am Rand angesetzt wurden vergrößert. Diese Stechmäusel waren nur beim sogenannten „Welschen Gestech“ üblich.